# مجلس نمایندگان (اسپانیا)
مجلس نمایندگان اسپانیا مجلس سفلای قوه قانون‌گذاری اسپانیا، کرتس خنرالس است. مجلس نمایندگان ۳۵۰ عضو دارد که از طریق انتخابات برای یک دورهٔ چهارساله انتخاب می‌گردند.